# .32S&Wロング弾
.32S&Wロング弾（英: .32 S&W Long）は、アメリカのスミス&ウェッソン社が開発した拳銃用弾薬である。

## 開発経緯
1896年、スミス&ウェッソン社が発売した同社製初の近代的なスイングアウト方式の.32口径リボルバー、M1ハンドエジェクターの使用弾薬として先年同社で開発された.32S&Wショート弾をベースに開発され、1893年にコルト社が開発した.32コルト・ニューポリス弾とは寸法、性能的に殆ど変わらないために互換性もあるという。
両者の弾薬で異なるのは（初期のソフトポイント弾の場合）、先端に装着された弾頭形状の違いくらいで、.32コルト・ニューポリス弾は弾頭の先端がフラットノーズなのに対し、本弾薬はラウンドノーズとなっている。

## 概要
本弾薬は.32コルト・ニューポリス弾と共にアメリカにおける.32口径リボルバー用弾薬のスタンダードとなり、その後長期間に渡って使用された。
ストレートタイプの真鍮製の薬莢を持ち、リボルバー用弾薬であるため、薬莢の底部はリムドで、発射薬として当初は黒色火薬が装填されていたが、その後改良が加えられ、圧縮黒色火薬となり、更に後年には無煙火薬に近代化された。
2020年現在、実用拳銃用の弾薬としては殆ど使用されていないが、国際競技が行われている精密射撃競技の一つであるセンターファイア・ピストル25m競技では広く使用されている。他に、インドでは護身目的に、IOF .32 リボルバーとして知られるウェブリーMk IVの短銃身モデルとともに使用されている。

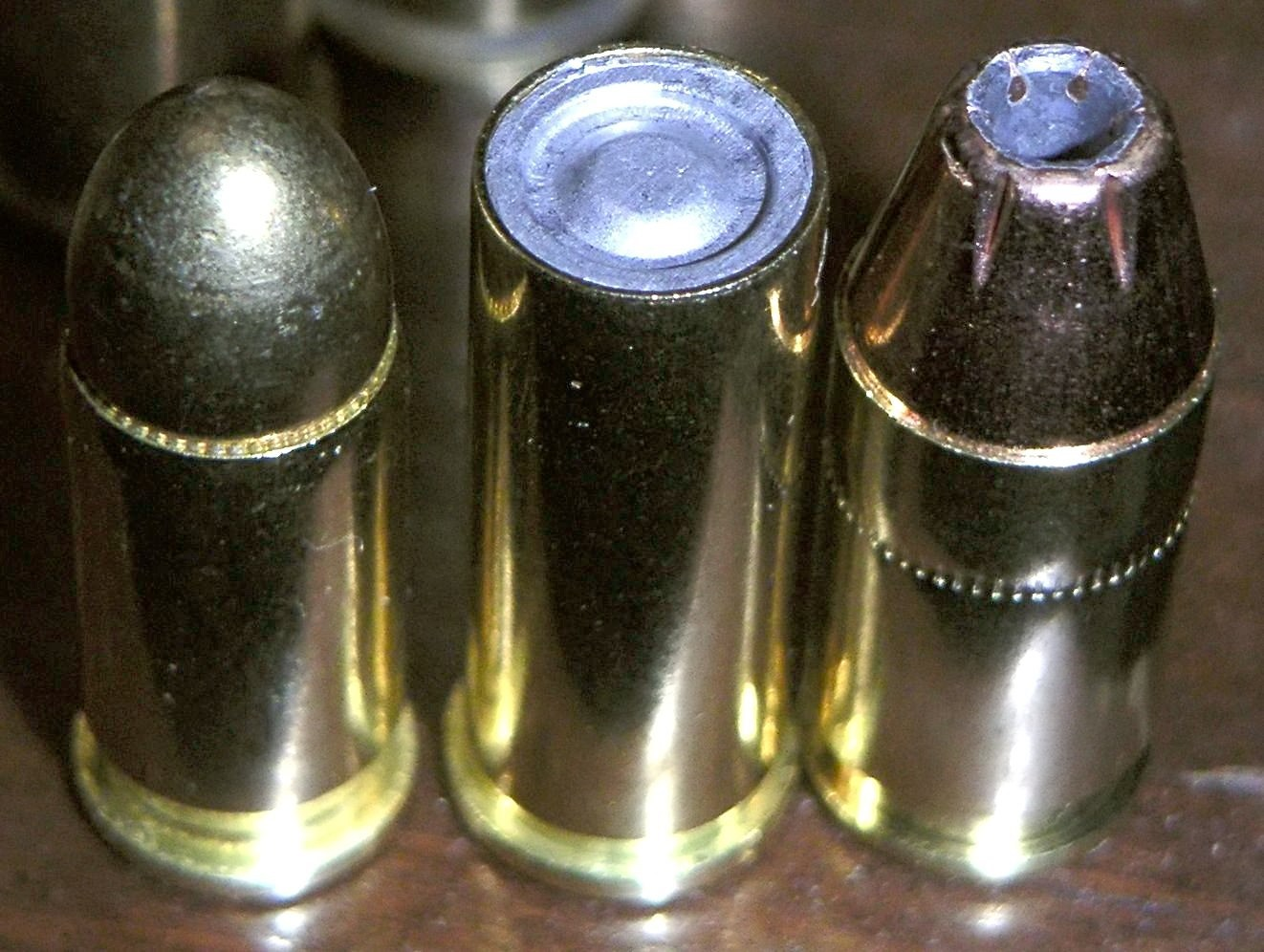
.32 ACP 、.32 S＆Wロングワックスカッター、 .380 ACP

## 他の表記法
- 7.65x24Rmm S&W弾
- .32ロングS&W弾
- .32S&Wロング・リボルバー弾
- .32ポリス弾
- .32S&Wロング1896弾
- S&Wカリバー .32ロング弾
- GR931弾
- GR972弾